# Antonio de Herrera y Tordesillas
Antonio de Herrera y Tordesillas (1549 - 1626) va ser un historiador, censor i cronista de l'Edat d'Or castellana, autor de Historia general de los hechos de los castellanos en las Islas y Tierra Firme del mar Océano que llaman Indias Occidentales, obra més coneguda com les Décadas i que és considerada com una de les obres més ben escrites de la conquesta d'Amèrica.
Era Cronista en Cap de Castella i Amèrica durant els regnats de Felip II i Felip III. Cristóbal Pérez Pastor en va dir que era el príncep dels historiadors d'Amèrica. Considerat també com el Primer lector del Quixot, ja que fou el censor que va donar el vistiplau per la impressió de la primera part del Quixot.

## Biografia
Nasqué a Cuéllar, Província de Segovia, dins una família noble i acabalada, era fill de Rodrigo de Tordesillas (el fill d'un també anomenat Rodrigo de Tordesillas que morí en la revolta dels comuneros) i de Inés de Herrera.
El 1570 viatjà a Itàlia al servei del Príncep Vespasiano I Gonzaga
L'any 1572 Gonzaga va ser nomenat Virrei de Navarra. Herrera l'acompanyà i s'establí a Pamplona. Després Gonzaga va ser nomenat virrei del Regne de València el 1575.
Herrera traduí de l'italià l'obra de Giovanni Tommaso Minadoi, Historia della guerra fra turchi et persiani.
El 1607 tornà a Madrid, va viure en una casa de la Puerta del Sol i es va dedicar a la literatura.

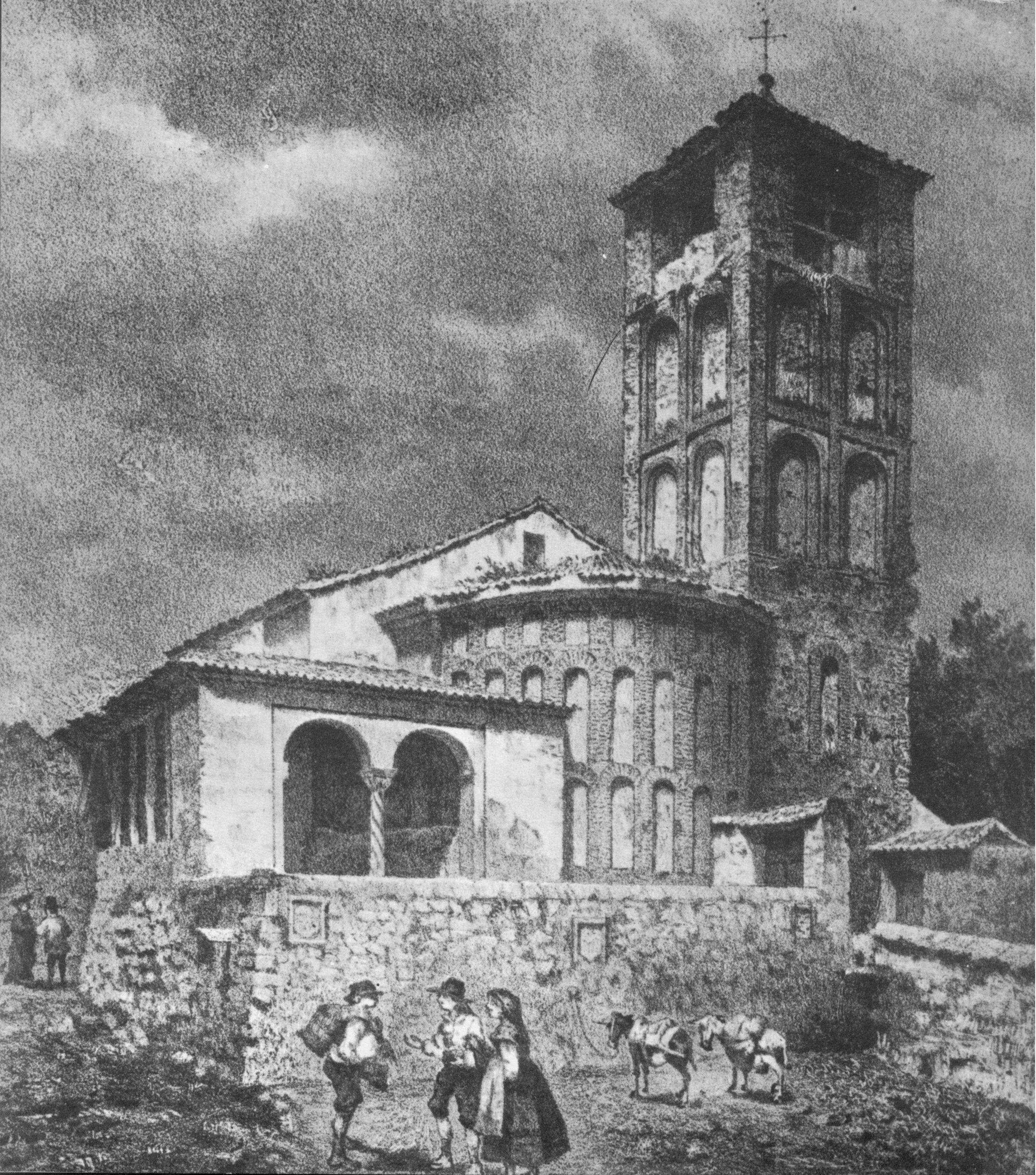
Església de Santa Marina, dibuix de Francisco Javier Parcerisa (1865).

Herrera morí a Madrid el 1626 i va disposar ser enterrat a la parròquia de Santa Marina a Cuéllar.
Epitafi de la làpida:
Antonio Herrera Tordesillas, cronista dels reis Felip II i III de Castella i de les Indies, familiar de la General Inquisició, Secretari de les (Inquisicions) de Navarra i València, criat de la casa Real, va viure 38 anys amb la seva noble muller Doña María de Torres, feliç en els seus treballs (literaris), però no assolint els premis que mereixia. Va morir a Madrid, a 28 de març de 1626. Ella (Doña María) á 30 del mateix mes, any 1641.

## Obres

### Descripción de las Indias Occidentales

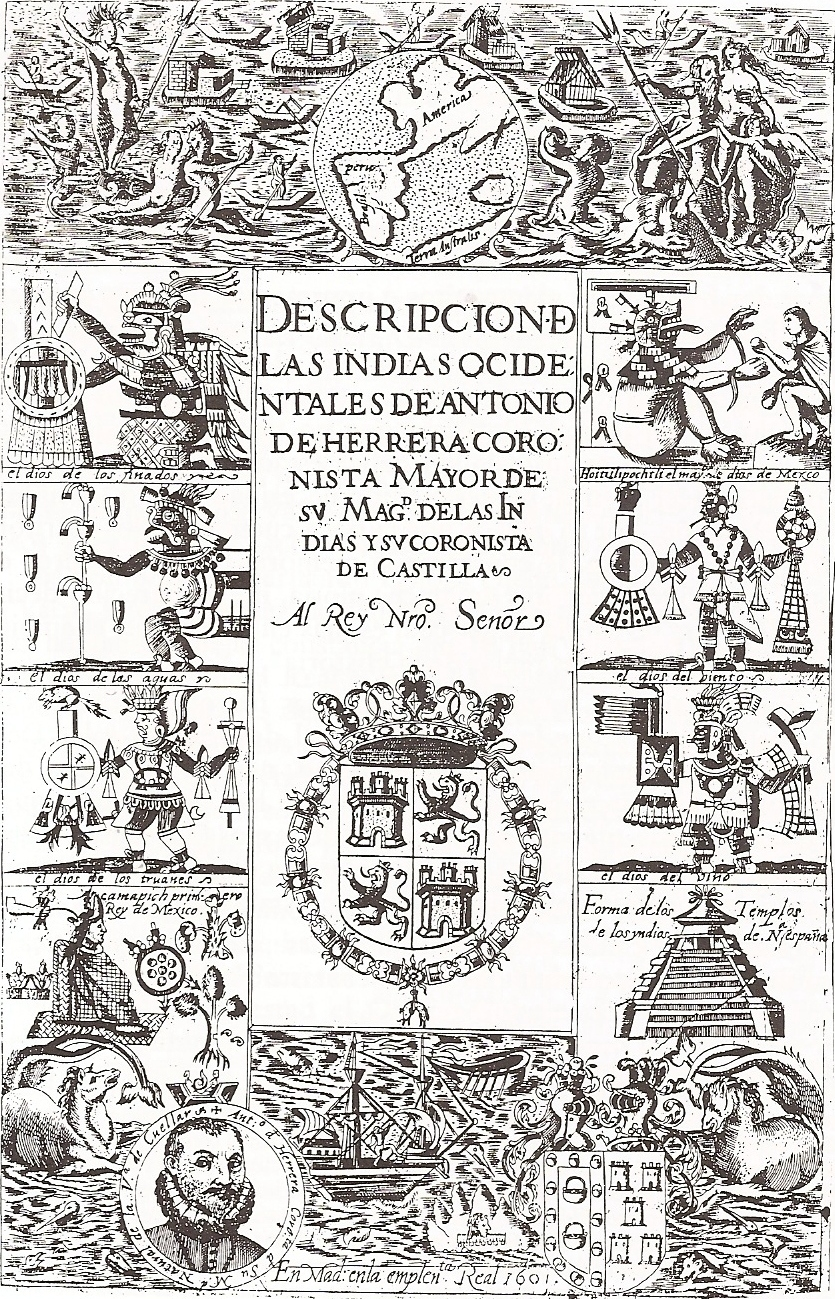
portada de Descripción de las Indias, primera edició, 1601.

La historiografia d'Amèrica feta per Herrera comença amb Descripción de las Indias, publicada el 1601 on tracta de temes geogràfics en el sentit estricte de la paraula. Aquesta obra va ser traduïda a l'anglès pel Capità John Stevens el 1725, també ho va ser a l'alemany, francès i llatí.
Herrera va fer servir quatre fonts principals per a la seva Descripción: els treballs geogràfics de Juan López de Velasco (Capítols I, II, III, V, i XI-XXVII); Codex J-15 de la Biblioteca Nacional de España (I, III, V i VIII-X); la història escrita per Gonzalo Fernández de Oviedo (VII), i documents d'arxius (II, IV, VI-VII, XI-XV, XVIII-XXVII y XXVIII-XXXII).

### Décadas

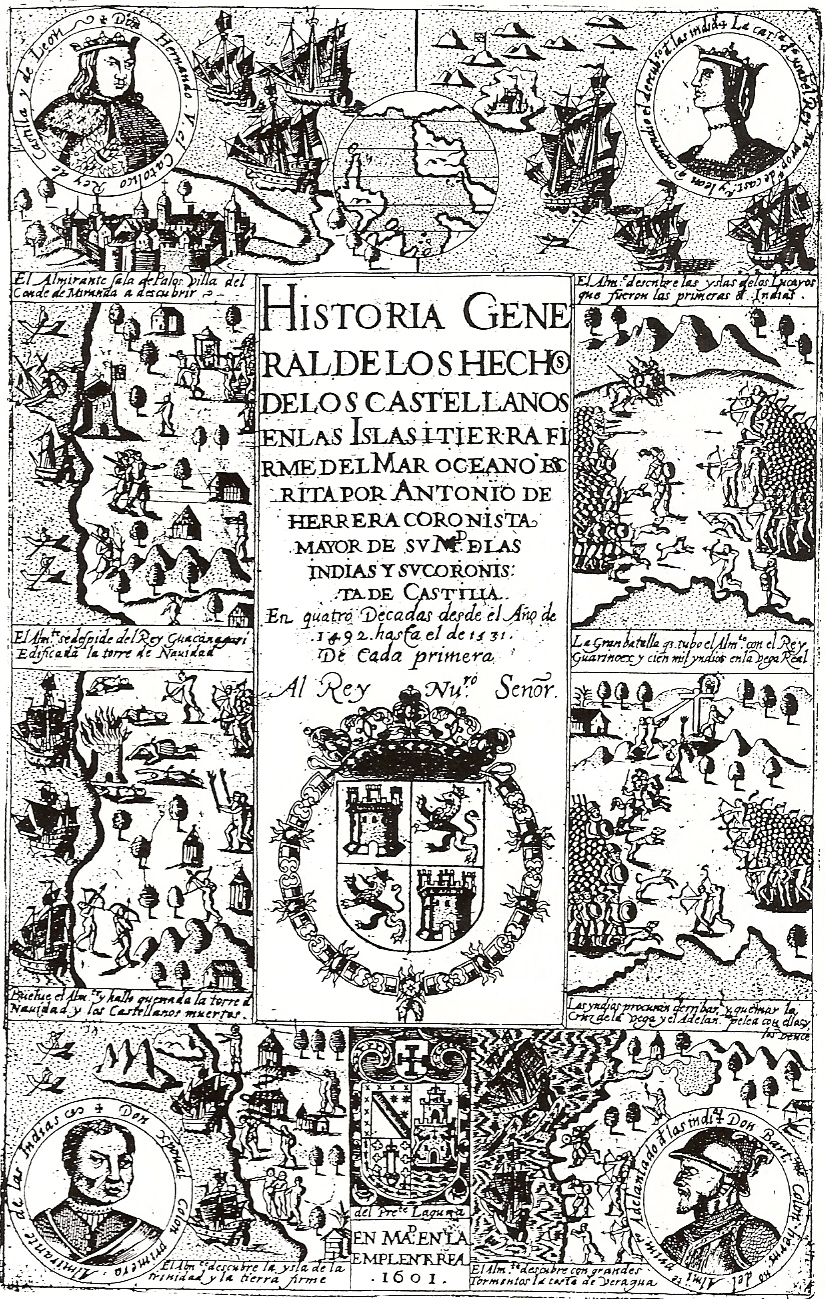
Portada de Décadas

Herrera és més conegut per la seva Historia general de los hechos de los castellanos en las Islas y Tierra Firme del mar Océano que llaman Indias Occidentales, coneguda com a Décadas, publicada entre 1601 i 1615, en quatre volums. Explica sobretot els fets dels conqueridors (conquistadores), sense referir-se als altres temes ja tractats, segons ell mateix, per Bartolomé de las Casas, Bernardino de Sahagún, Andrés de Olmos, i Gerónimo de Mendieta.
Décadas va tenir molt èxit i va ser traduïda ràpidament al llatí,francès i alemany i més tard al neerlandès i anglès.

### Historia general del mundo
Historia general del Mundo està dividida en tres parts. La primera part abasta de 1559 a 1574. La segona part va de 1575 a 1585 i la tercera de 1585 a 1598.

### Altres obres
- Historia de Portugal y conquista de las islas Azores (1582)
- Crónica de los Turcos (1598).
- Sucesos de Francia o Historia de Antonio de Herrera, criado de su Majestad, y su Coronista mayor de las Indias, de los sucessos de Francia, desde el año de 1585 que començò la liga Catolica, hasta fin del año 1594 (Madrid, 1598).
- Sucesos de Milán o Informacion en hecho, y relacion de lo que passo en Milan, en las competencias entre las jurisdicciones Eclesiastica y Seglar, desde el año de 1595 hasta el de 1598, escrita por Antonio de Herrera... (1599 i 1609).
- Tratado de los movimientos de Aragón o Tratado, relacion y discurso historico de los mouimientos de Aragon sucedidos en los años de mil y quinientos y nouenta y vno, y de mil y quinientos y nouenta y dos: y de su origen y principio hasta que... Filipe II... compuso y quieto las cosas de aquel Reyno (Madrid, 1612).
- Comentarios de los hechos de los españoles, franceses y venecianos en Italia, y de otras Repúblicas, Potentados, Príncipes y Capitanes famosos italianos, desde el año 1281 hasta el de 1559 (Madrid, 1624).
- Discursos morales, políticos e históricos inéditos de don Antonio de Herrera, Cronista del Rey don Felipe Segundo, autor de las Décadas de Indias y de otras muchas obras (Madrid, 1804), pòsthuma.